# Alexandre Jean-Baptiste Piochard
Alexandre Jean Baptiste Piochard d’Arblay, né le 13 mai 1754 à Joigny (Yonne), mort le 7 mai 1818 à Bath (Angleterre), est un général français de la Révolution et de l’Empire.

## Biographie
Élève à l'école d'artillerie de Strasbourg le 3 juillet 1768, il devient lieutenant en second au régiment d'artillerie de Toul le 5 juin 1769, lieutenant en premier le 9 mai 1778, et capitaine par commission le 11 novembre 1782. Le 19 juin 1785, il est détaché aux forges de Lorraine et des Évêchés, en tant que capitaine en second, et le 1er mai 1788, il est employé à la manufacture d'armes de Maubeuge.
Le 1er septembre 1789 il passe major de la 2e division de la Garde nationale parisienne, et le 3 août 1791 il est nommé colonel du 103e régiment d’infanterie de ligne. Il est fait chevalier de Saint-Louis le 26 octobre 1791. Adjudant-général colonel le 1er février 1792, il rejoint l'armée du Centre le 16 mai suivant, et il est promu maréchal de camp le 22 juillet 1792. Aide de camp du général Lafayette, il suit ce dernier lors de sa désertion le 16 août 1792. À la suite d'un article paru dans le Dernier tableau de Paris, il écrit une lettre défendant La Fayette, la lettre sera publiée. Démissionnaire le 1er septembre 1792, il se marie en 1793, en Angleterre, avec Frances Burney. Il est autorisé à se rendre à Saint-Domingue le 27 janvier 1802, et il est admis à la retraite le 2 mai 1803. 
Lors de la première Restauration, il devient sous-lieutenant d'artillerie dans les gardes du corps, compagnie de Luxembourg le 1er juin 1814, et il est confirmé maréchal de camp le 14 juillet 1814. 
Rallié à Napoléon lors des Cent-Jours, il est blessé à la bataille de Waterloo le 18 juin 1815. Le 31 octobre 1815, il est élevé au grade de lieutenant-général honoraire, et il est admis à la retraite avec le grade de maréchal de camp. Le roi Louis XVIII lui donne le titre de comte.
De retour en Angleterre, patrie de son épouse, à la seconde Restauration, il meurt le 7 mai 1818, à Bath.

## Sources
- (en) « Generals Who Served in the French Army during the Period 1789 - 1814: Eberle to Exelmans »
- Baptiste-Pierre Courcelles, Dictionnaire historique et biographique des généraux français : depuis le onzième siècle jusqu'en 1822, Tome 8, l’Auteur, 1823, 459 p. (lire en ligne), p. 384.
- Georges Six, Dictionnaire biographique des généraux & amiraux français de la Révolution et de l'Empire (1792-1814), Paris : Librairie G. Saffroy, 1934, 2 vol. (lire en ligne), p. 316